# Jadwisin (Podlesie)
Jadwisin – kolonia wsi Podlesie w Polsce, położona w województwie świętokrzyskim, w powiecie buskim, w gminie Tuczępy>.
W latach 1975–1998 kolonia administracyjnie należała do województwa kieleckiego.